# Iris-Lilja Lassila
Iris-Lilja Elisa Lassila (geb. 28. Februar 1938 in Lapua, Finnland; gest. 25. April 2011) war eine finnische Theater-, Film- und Fernsehschauspielerin.

## Biografie
Lassila begann ihre Ausbildung als Schauspielerin 1956, trat beim Amateurtheater Ylioppilasteatteri auf und besuchte zwischen 1959 und 1961 die Theaterakademie der Universität der Künste Helsinki. Später, im Jahr 1963, war sie Schauspielerin beim Fernsehen.
Ende der 1960er Jahre war sie Teil des weiblichen Musiktrios Stidit, zu dem auch Liisamaija Laaksonen und Tarja-Tuulikki Tarsala gehörten. Das bekannteste Lied der Gruppe war "Pienenä tyttönä", das 1969 veröffentlicht wurde.
Iris-Lilja Lassila starb 2011 in Finnland. Sie war mit dem Schauspieler Esko Varilo verheiratet.

## Filmographie (Auswahl)
- 1957: Niskavuori taistelee
- 1959: Punainen viiva
- 1959: Kovaa peliä Pohjolassa
- 1964: Veljen varjo (telefilm)
- 1970: Kesäkapina
- 1976: Manillaköysi (telefilm)
- 1980: Lumiakka (telefilm)
- 1988: Anna Liisa (telefilm)
- 1995: Lipton Cockton in the Shadows of Sodoma
- 1995: Kivenpyörittäjän kylä
- 1996: Joulubileet